# فنلان فالس
فنلان فالس (به انگلیسی: Fenelon Falls) یک منطقهٔ مسکونی در کانادا است که در کاوارتا لیکس واقع شده‌است.